# Piscine municipale Alfred-Nakache
La piscine municipale Alfred-Nakache (piscine d'été et piscine d'hiver) est située à Toulouse dans la Haute-Garonne en région Occitanie.

## Géographie
La piscine est située sur l'île du Ramier, à proximité du stadium et de l'ancien parc des expositions. 

## Histoire
La piscine municipale Alfred-Nakache est une piscine qui fut construite par l'architecte Jean Montariol en 1931 avec l'aide de l'ingénieur Charles Baruteaud sous la mandature d'Étienne Billières.
Cet ouvrage fait partie d'un ensemble global pour la ville de Toulouse qui construit dans ces années là des Habitations Bon Marché, une bibliothèque, véritable "Palais pour le Peuple", la Bourse du travail, et sur l'île du ramier un complexe sportif de grande envergure. 
A l'entrée de la piscine un élément d'architecture appelé le "Minaret", est l'oeuvre de l'architecte Robert Armandary, est construit en 1931. La piscine d'été est inaugurée la même année, le bâtiment de la piscine d'hiver en 1934. 
Sur la façade nous pouvons observer une fresque en bas relief en grès flammé par Riollet, et des motifs décoratifs. Ces sculptures sont signées Parayre et Manau. Elles sont une allégorie des sports.
Elle porte le nom d'Alfred Nakache, un ancien nageur et joueur de water-polo né en 1915 à Constantine et déporté en tant que juif avec sa femme et sa fille à Auschwitz d’où il est revenu seul.
La piscine municipale Alfred-Nakache de Toulouse est inscrite au titre des monuments historiques par arrêté du 21 septembre 1993.

## Description

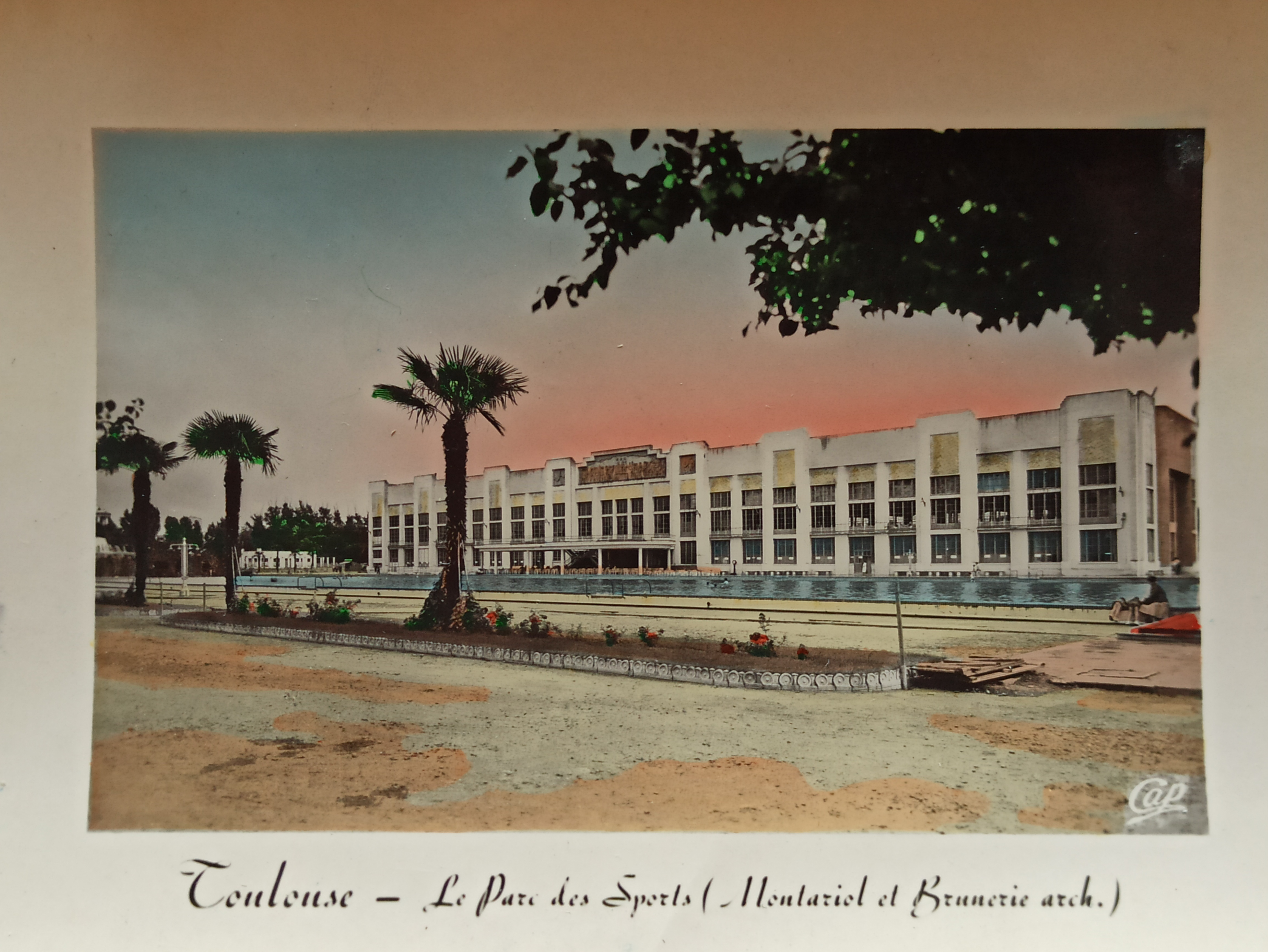
Vue de la façade principale de la piscine Nakache. années 30

- Piscine d'été avec des gradins pouvant accueillir 2 000 spectateurs inaugurée en 1931, c'est aussi le plus grand bassin extérieur de France (150 × 48 m)[3]. Mais ce bassin n'a pas la classification piscine de par sa faible profondeur.

- Piscine d'hiver dont le bâtiment fut construit en 1934, piscine couverte, équipée de deux bassins d'une dimension de 25 m et l'autre de 16 m[4].

- Le tout faisant partie d'un parc municipal des sports de 25 hectares.

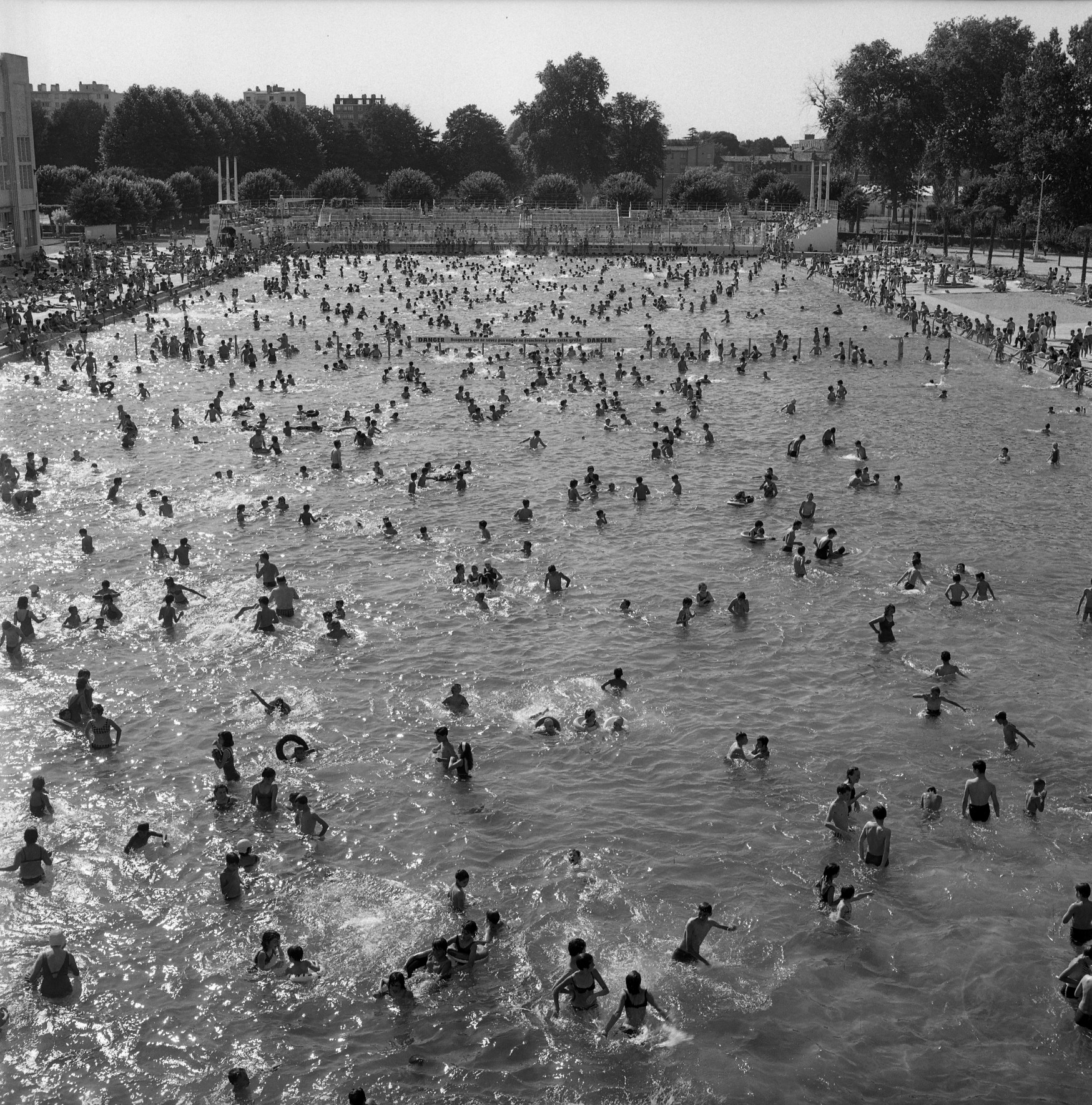
Piscine municipale Alfred-Nakache en 1964 (fonds André Cros, Archives municipales de Toulouse).